# Telfusa (nàiade)
Telfusa (en grec antic Τέλφουσα) era la nàiade protectora d'una font situada a Beòcia, entre Haliart i Alalcòmenas, al peu d'un penya-segat.
Una tradició explicava que Apol·lo, de tornada del país dels Hiperboris, al passar per aquell lloc va quedar entusiasmat per la frescor de l'indret, i hi havia volgut establir el seu santuari. Però la nimfa, va témer veure reduïts els seus honors si un gran déu s'instal·lava prop d'ella, i l'aconsellà que es traslladés a Delfos. El déu ho va fer així, però quan va arribar al mont Parnàs, vora Delfos, va haver de lluitar durament contra Pitó. Després d'haver-la guanyat, va fundar l'oracle, però va veure el parany que la nimfa li havia posat. Va tornar per retreure-l'hi a Telfusa, i com a càstig va ocultar la font sota el penya-segat. Després, en aquell indret, Apol·lo hi va construir un altar dedicat a ell mateix.